# Maite Perroni
Maite Perroni Beoriequi, mehiška pevka in igralka, * 9. marec 1983, Ciudad de México, Mehika.
Maite uživa svetovno slavo zaradi svojega članstva v priljubljeni skupini RBD.

## Življenjepis

### Zgodnje življenje in kariera
Maite je bila stara le 11 mesecev, ko so se preselili v Guadalajaro. Njen oče Javier Perroni je bil tja premeščen zaradi službe in zato so tam živeli 12 let. Ima dva brata. Adolfo je tri leta mlajši od nje, drugi, Francisco, pa 9. Maite, oz. »Mai« kot jo kličejo njeni najbližji, je začela študirati na televisinem Centro de Educación Artistica (CEA) v letu 2000. Je italijanskega izvora.
Svojo prvo vlogo je odigrala v telenoveli Rebelde, kjer je igrala Lupito Fernandez, ki prihaja iz skromne družine in dobi priložnost na Elite Way School, eni izmed najbolj prestižnih šol v Mehiki, zaradi njenih odličnih ocen. Maite Perroni je dobila hčerko, ki jo je poimenovala Lia.

### Cuidado con el angel
Maite je zaigrala v telenoveli Cuidado con el angel, kjer nastopa kot glavna junakinja. To je njena prva telenovela v kateri igra glavno vlogo.
Skupaj z njo v glavni vlogi nastopa tudi igralec William Levy. Ostali igralci v tej telenoveli so:
-Helena Rojo 
-Africa Zavala 
-Laura Zapata 
-Jorge de Silva 
-Ricardo Blume 
-Beatriz Aguirre 
-Chachita 
-Abraham Ramos 
-Sherlyn

### Mi pecado
Maite sedaj snema drugo telenovelo, kjer igra glavno vlogo. Nastopi kot Lucrecia. Z njo se bo v glavni vlogi pomeril Eugenio Siller, in sicer kot Julian. Ostali igralci v telenoveli so:
-Daniela Castro
-Roberto Blandón
-Sabine Moussier
-Sergio Goyri
-Salvador Sánchez
-Lucía Méndez
-Armando Araiza
-Tina Romero
-Jessica Coch.

### Diskografija
Španski Studio Albumi
1. Rebelde (2004)
2. Nuestro Amor (2005)
3. Celestial (2006)
4. RBD La Familia (2007)

Angleški Studio Albumi
1. Rebels (2006)
2. Rebelde (brazilska verzija) (2005)
3. Nosso Amor (brazilska verzija (2006)
4. Celestial (brazilska verzija) (2006)

Albumi v živo/DVD-ji
1. Tour Generación RBD en Vivo (2005)
2. Live in Hollywood (2006)
3. ¿Que Hay Detrás de RBD? (2006)
4. Live in Rio (2007)
5. Hecho En España (2007)